# Agaricia tenuifolia
Espèce
Statut de conservation UICN

 NT  : Quasi menacé
Statut CITES
Agaricia tenuifolia est une espèce de coraux appartenant à la famille des Agariciidae.